# إيساك دونكور
إيساك دونكور (بالإنجليزية: Isaac Donkor) (15 أغسطس 1995 بكوماسي في غانا - ) هو لاعب كرة قدم غاني في مركز قلب الدفاع. لعب مع إنتر ميلان ونادي بادوفا ونادي باري.

## روابط خارجية
- إيساك دونكور على موقع اتحاد تركيا (لاعب) (الإنجليزية)
- إيساك دونكور على موقع قاعدة بيانات كرة القدم.إي يو (الإنجليزية)
- إيساك دونكور على موقع Soccerway.com (الإنجليزية)
- إيساك دونكور على موقع عالم كرة القدم.نت (الإنجليزية)
- إيساك دونكور على موقع AS.com (الإسبانية)